# Франц Рубо
Франц Алексејевич Рубо или Франсоа Иван Рубо (рус. Франц Алексеевич Рубо, фр. François Iwan Roubaud; рођен 15. јуна 1856. у Одеси на Црном мору а умро је 11. марта 1928. у Минхену) је био француско-руски сликар.

## Биографија
Франц Рубо био је син Александара Рубоа, трговца из Марсеља који је емигрирао у Русију. Мајка му је била кројачица, Магдалена Сенец и потицала је из Клермон-Ферана, из добростојеће породице. Као трећи од укупно деветоро деце, крштен је именом Франсоа Иван. У Русији га називају Франц Алексејевић Рубо. Већ у младим данима испољава две особине које ће га пратити кроз живот, а то су: љубав према коњима и цртачки таленат. 
Као дечак проводи извесно време у Тбилисију код пријатеља својих родитеља, и ту долази по први пут у додир са културом и обичајима кавкаских народа. Још од тих времена у њему се створила велика жеља да постане сликар. Због фамилијарних финансијских проблема касни две године са завршетком матуре.

## Школовање
Почетком 1877. Рубо путује за Минхен, уписује се на Минхенску ликовну академију, где посећује наставу академског директора Карла фон Пилотија као и код Отоа Заица и Вилхелма фон Дица. Поново долази до финансијских потешкоћа, тако да је био принуђен да прекине студије иако је добио препоруке његовог професора Пилотија (за добивање стипендије) и иако је посећивао наставу у првом семестру 1879/80. и био хваљен као талентован. Пошто је одбивен за стипендију 1880. морао је да се врати за Одесу.
Већ 1881. поново га вуче жеља за путовањем. Прва станица му је био Париз, након Париза путује на југ Француске (доказано кроз скице и два уљана рада које је направио) и те исте године долази поново у Минхен, али овај пут не на академију већ у један атеље где се сакупља круг отменог друштва пољских сликара и осталих уметника.

## Касна делатност и смрт
Године 1883. напушта Минхен и предузима једно дуже путовање кроз Кавказ (заједно са Пајом Јовановићем), где у свој блок за скицирање уписује датуме и градове где је све боравио као нпр. Тбилиси, Јереван, Баку, Бухара и Ташкент. То што је видео и доживео путовањем кроз Кавказ, Рубо доноси закључак да начин живота и обичаје кавкаских народа буде његова главна тема. 1903. Рубо стиче једну летњу кућу на језеру Ким поред Минхена. 11. марта 1928. умире Франц Рубо у Минхену.